# René Rambier
René Rambier (ur. 9 sierpnia 1952) – francuski judoka i sambista. Wicemistrz Europy w drużynie 1978 i drugi w 1979. Srebrny medalista wojskowych MŚ w 1977. Trzeci na uniwersyteckich MŚ w 1978. Wicemistrz świata w sambo w 1982 roku.